# Leptoperidia trifida
Leptoperidia trifida är en svampart som först beskrevs av Ellis & T. Macbr., och fick sitt nu gällande namn av Rappaz 1987. Leptoperidia trifida ingår i släktet Leptoperidia och familjen Diatrypaceae.   Inga underarter finns listade i Catalogue of Life.